# Het straatongeluk
Het straatongeluk is een artistiek kunstwerk in Amsterdam-Centrum.
Kunstenaar Lex Horn (rechtsonder gesigneerd) maakt in de jaren zestig drie sgraffito's voor een nieuw gebouw van het Wilhelmina Gasthuis. Het onderzoeksgebouw stond in Amsterdam bekend als het Jan Swammerdam Instituut. De drie kunstwerken kregen de titels verwijzend naar de bestemming van het gebouw: Het laboratoriumonderzoek; Het straatongeluk en Het ziekenhuisbezoek. Ze werden in de trappenhuizen geplaatst. In 2003 vond er een inventarisatie plaats door het Instituut Collectie Nederland onder Frans van Burkom en Rob Crevecoeur, waarbij geconstateerd werd dat de drie van onvervangbare waarde waren ("koplopers binnen de Nederlandse monumentale schilder- en glaskunst"). Daarin werd ook meegenomen dat een aantal van Horns kunstwerken al verloren waren gegaan. 
Voordat de betonnen kolos van genoemd instituut in 2005 tegen de vlakte ging, werden de drie sgraffito’s eruit gehaald om in de toekomst elders geplaatst te worden. Dat kwam redelijk snel van de grond, Het ziekenhuisbezoek vond vrijwel direct (2007) haar weg naar het Academisch Medisch Centrum. De andere twee leken voorbestemd voor een nieuw stadsdeelkantoor voor Amsterdam Oud-West. Dat kantoor werd echter nooit gebouwd omdat de stadsdelen in een fusieperiode werden getrokken. De twee kwamen in opslag te liggen/staan.  
Na diverse mislukte pogingen van Horns dochter Meinke Horn de twee tableaus te plaatsen, bleek er in 2015 belangstelling om de twee zware kunstwerken (12.000 kilo per stuk) te plaatsen in de Fietsenstalling Beursplein; het ketste echter alsnog af. Stadsdelen West en Centrum drongen weer aan op herplaatsing en een volgend groot project leek wel geschikt: de Fietsenstalling Stationsplein. Architect Wurck paste ze in en aannemersbedrijf Max Bögl bouwden ze in onder begeleiding en supervisie van Meinke Horn. Voordat ze geplaatst konden worden moesten de tableaus gerenoveerd en gerestaureerd worden; er zaten gaten in en beschadigingen in de pleisterlagen. Restaurateur Lisya Biçaçi voerde de restauratie uit en eind 2021 konden ze door middel van kraan- en transportwerk van Koninklijke Saan naar de nieuwe plek gebracht worden. Daar werden ze voorzien van lichtwerk van Aram Hartsuyker en een bescherming.   
Het straatongeluk geeft een beschadigde fiets weer met een op de grond liggend slachtoffer, terwijl twee omstanders te hulp schieten; rechts daarvan is een soort engel afgebeeld.
Architectuurrecensent Jaap Huisman constateerde bij zijn bezoek aan de fietsenstalling, dat het een goede plaats had gekregen; het leek wel voor de fietsenstalling gemaakt.
Kees Keijer wees er in de rubriek Blikvangers in Het Parool van 4 augustus 2023 nog eens op hoe toepasselijk het werk van Horn hier is. De rolband die fietser naar en uit de stalling brengt veroorzaakte nogal wat ongemak, ze ging volgens de één te langzaam, volgens andere te snel, maar stond ook vaak stil.  

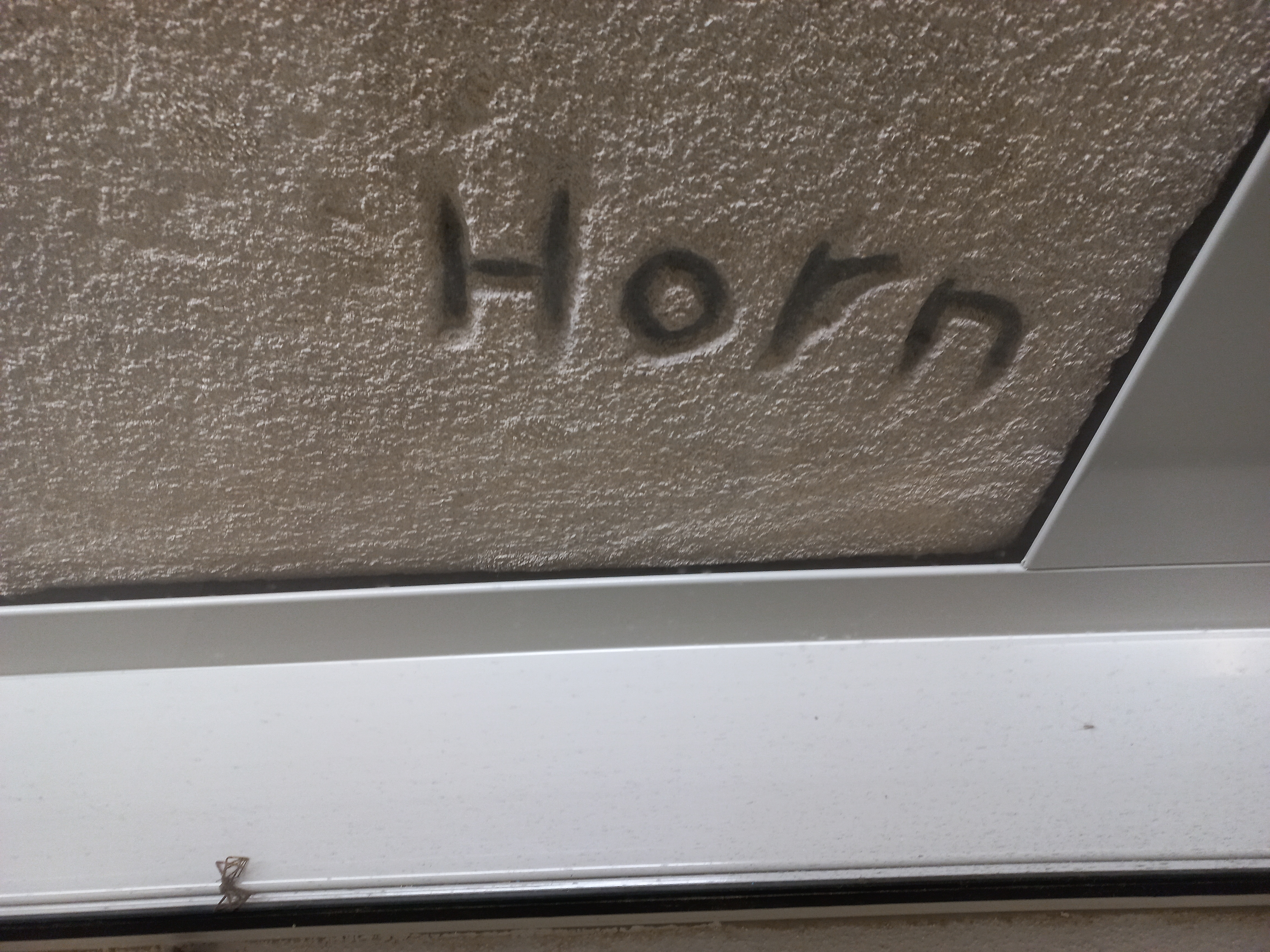
"Signatuur" Horn (maart 2023)